# Ulica Pod Blankami w Bydgoszczy
Ulica Pod Blankami w Bydgoszczy – ulica na terenie miasta lokacyjnego Bydgoszczy.

## Położenie
Ulica znajduje się w południowej części Starego Miasta. Rozciąga się na kierunku wschód-zachód, na południe od ul. Długiej, łącząc jej skrajne fragmenty. Jej długość wynosi ok. 440 m.

## Historia
Ulica Pod Blankami została wytyczona w połowie XIV wieku podczas kształtowania bydgoskiego miasta lokacyjnego. Stanowiła ona zaplecze posesji stojących przy ulicy Długiej, umożliwiając dowóz zaopatrzenia. Przy ulicy lokalizowano stajnie dla koni, budynki o charakterze gospodarczym i produkcyjnym, a z czasem i mieszkalnym, zapewniające należyte funkcjonowanie zlokalizowanych od strony ul. Długiej mieszkalnych budynków reprezentacyjnych.
W swej wschodniej i zachodniej części, ulica Pod Blankami bezpośrednio sąsiadowała z murem miejskim oraz miejską fosą. Do połowy XV wieku umocnienia te miały postać drewnianej palisady, po czym rozpoczęto budowę murów z basztami, które ukończono w I połowie XVI wieku.
W tym czasie ulica Pod Blankami stanowiła we fragmencie uliczkę „podmurną”, umożliwiającą dostęp do muru miejskiego oraz istniejącego na nim chodnika bojowego, zwieńczonego flankowanym krenelażem.
Pierwsze wzmianki pisane o stojących przy ulicy Pod Blankami domach i kamienicach pochodzą z XVII wieku. Przykładowo właścicielami obecnej parceli nr 41 do roku 1693 byli Maciej i Marianna Grejczykowie, którzy rozbudowali na działce murowaną kamienicę frontową od strony ul. Długiej. Z kolei na posesji nr 39 w 1761 r. stał browar i ozdownia do suszenia słodu z murowanym kominem. Na działce nr 43 w 1741 r. wzmiankowany jest dom mieszkalny, którego właścicielami byli Prybińscy, a po nich jeszcze w XVIII wieku – murarz Andrzej Stochel, zaś w XIX wieku żydowscy rzemieślnicy: Benjamin Klech i Ernst Röder.

### Wnioski z wykopalisk
Do 2005 r. zbadano łącznie 11 działek przy ul. Pod Blankami. Badania te są źródłem wielu informacji archeologicznych na temat zabudowy ulicy Na wysokości budynku nr 6 przy ulicy Pod Blankami odkryto fundamenty muru miejskiego. W bezpośrednim sąsiedztwie konstrukcji murowanej wystąpiły elementy konstrukcji drewnianych.
W 2001 r. przeprowadzono wykopaliska na ulicy Pod Blankami 39-45. Na działkach tych znajdowało się pięć średniowiecznych działek lokacyjnych miasta, które mieściły m.in. browar oraz budynki mieszkalne i gospodarcze. Podczas wykopalisk znaleziono kilka poziomów drewnianych i murowanych konstrukcji domów, datowanych na XIV-XVII wiek. Oprócz fundamentów, odkryto drewniane podwaliny, paleniska gospodarcze, relikty ogrodzeń poszczególnych posesji, drewniane i murowane latryny z XVI-XVIII w. oraz studnie. Na jednej z działek (Pod Blankami 43) zarejestrowano wczesnośredniowieczną ceramikę datowaną na XII-XIII wiek wraz z reliktami ogrodzenia lub palisady, co świadczy, że teren ten był zasiedlony jeszcze przed lokacją miasta w 1346 r.
Znaleziono liczne przedmioty codziennego użytku w postaci naczyń ceramicznych m.in. importowanej z terenu  Niemiec kamionki siegsburskiej, wyrobów ze skóry, żelaza (noży, kotew, haków, gwoździ, kłódek, militarów), przedmiotów z brązu, miedzi i złota, szkła użytkowego i zasobowego, elementów drewnianych kół od wozów, beczek, cebrzyków i innych. Wykopaliska spowodowały napływ informacji o użytkowaniu przez mieszkańców: wyrobów różnych rzemiosł. Bogate materiały dotyczą garncarstwa, szewstwa, rogownictwa, tkactwa, bednarstwa, kowalstwa i szklarstwa. Świadectwem problemów są ślady licznych pożarów, znanych również ze źródeł pisanych. Stwierdzono, że poziom życia żyjących tu mieszkańców nie odbiegał od norm znanych z innych ośrodków miejskich porównywalnych wielkością z Bydgoszczą.
Podczas badań stwierdzono, że średniowieczna ulica Pod Blankami była szersza o 1,5-2 m, niż obecnie. Została ona zwężona w XVIII-XIX w. w trakcie wznoszenia budynków murowanych, których fasady przesunięto w kierunku południowym. Do XVI wieku nawierzchnię ulicy utwardzano przez narzucanie ścinek drewna i drobnych gałęzi stanowiących tzw. faszynę, zaś w wiekach XVII-XVIII ulica była wyłożona sosnowymi półokrąglakami (dylami) spoczywającymi na poprzecznych legarach. Nawierzchnię brukowaną ul. Pod Blankami otrzymała w wieku XIX.
W 2013 r. zbadano piwnice XIX-wiecznego budynku przy ul. Pod Blankami 17, służące dawniej jako magazyn wina. Miały one dwa poziomy, z których jeden - drewniany - został współcześnie usunięty. W czasie badań odkryto także pozostałości żurawia transportowego oraz dawnych dróg - drewnianej z XVI wieku (położonej 4 m poniżej obecnej) oraz brukowanej z ok. XVII w..

### Okres zaboru pruskiego
Na szczegółowym planie zabudowy miasta, sporządzonym przez pruskiego geometrę Gretha w 1774 r., posesje wzdłuż ulicy zajęte są częściowo przez istniejącą w tym czasie zabudowę. Są to w większości zabudowania gospodarcze. Natomiast posesje położone na południe od ulicy są w większości niezabudowane.
Począwszy od 1800 r. rozpoczął się szybki proces niszczenia fortyfikacji, graniczących z ul. Pod Blankami od południa. Zasypano fosę miejską i założono w niej ogrody, później wyburzono bramy miejskie, wschodnie i środkowe partie murów i wybudowano budynki mieszkalne. W części zachodniej natomiast fragmenty muru adaptowano na ściany nośne kamienic. W połowie XIX wieku duże partie murów zostały już rozebrane. Pozostałości były natomiast wykorzystywane jako ściany szczytowe lub elementy nośne wznoszonych przy ul. Pod Blankami budynków.
Na planie z 1834 r. widoczna jest północna pierzeja ulicy złożona z budynków o charakterze gospodarczym, natomiast od południa tylko miejscami występuje zabudowa.
Z kolei na planie miasta z 1876 r. północna pierzeja ulicy ma charakter bardziej reprezentacyjny, podczas gdy od południa pierzeja jest fragmentaryczna.

### Okres współczesny
W 1974, w związku z wizytą w Bydgoszczy przywódców NRD Ericha Honeckera i Horsta Sindermanna, tylne elewacje kamienic z ulicy Długiej (a więc frontowe dla ul. Pod Blankami) zostały przesłonięte tablicą z wizerunkiem Bydgoszczy z XVII w. według Dahlberga.
Począwszy od lat 90. XX w. nastąpiła wymiana zabudowy ul. Pod Blankami. Stare, wymagające rozbiórki domy, w większości zastąpiono nowymi stylizowanymi kamienicami. Niektóre budynki, zlokalizowane w zachodniej części ulicy, nieopodal ul. Długiej - posadowiono na zachowanych reliktach murów miejskich. Przy tej okazji wyeksponowano fragmenty murów, m.in. basztę, oraz utworzono niewielki skansen architektoniczny.
Modernizacja nawierzchni ulicy jest jednym z projektów ujętych w Planie Rewitalizacji Bydgoszczy.
19 stycznia 2015 otwarto zlokalizowany przy ulicy parking wielopoziomowy. W 2017 w pobliżu Placu Kościeleckich powstała przepompownia sieci ciepłowniczej służącej zasilaniu w ciepło górnego tarasu miasta. Duża część przepompowni ukryta została pod ziemią (uzyskała m.in. "zielony dach"), a wejście do niej przypominać ma fragment półokrągłego muru obronnego z czerwonej, ręcznie formowanej cegły klinkierowej. W 2018 obiekt ten zdobył Grand Prix w kategorii budownictwo inżynieryjne w konkursie "Budowa na medal Pomorza i Kujaw 2018", organizowanym przez Kujawsko-Pomorską Izbę Budownictwa.

### Nazwy
Ulica w przekroju historycznym posiadała następujące nazwy:
- XVI w. – I poł. XVIII w. – platea submuralis
- 1800 – Potblancken Gasse
- 1816 – Potblenken Gasse
- 1840–1875 – Podblankenstraße
- 1876–1920 – Mauerstraße
- 1920–1939 – Pod Blankami
- 1939–1945 – Mauerstraße
- od 1945 – Pod Blankami

## Architektura
Ulica Pod Blankami podobnie jak w przeszłości stanowi zaplecze umożliwiające komunikację z nieruchomościami stojącymi przy ulicy Długiej. Jednocześnie nowa zabudowa wzniesiona po 1990 r. tworzy coraz bardziej zwartą pierzeję kamienic po północnej stronie ulicy. Pierzeja ta widoczna z ul. Wały Jagiellońskie stanowi wizerunek Starego Miasta od strony południowej.
W 2006 r. na skwerze między ulicami: Trybunalską, Pod Blankami i Przesmyk, usytuowano pomnik Kazimierza Wielkiego.    

## Relikty murów miejskich
Przy ulicy Pod Blankami wyeksponowane są zachowane fragmenty murów miejskich Bydgoszczy:
1. Fragment o długości około 26 metrów przy ul. Pod Blankami 4-6. Jest to najstarszy i najciekawszy fragment muru obronnego. Na tym odcinku widoczne jest tylko zewnętrzne lico muru od strony fosy miejskiej, gdyż na całej długości parceli nr 4 wykorzystano go jako ścianę nośną budynku mieszkalnego wzniesionego w 2000 r. W ciągu tym zachowała się też mała cylindryczna baszta o wymiarach 3,2 x 4,3 m i wysokości 6,4 m. We wnętrzu znajdują się dwa niezależne pomieszczenia, do których prowadzą osobne wejścia. Uzupełnieniem fortyfikacji jest zachowane koryto fosy miejskiej, choć o kilka metrów zniwelowane względem stanu z XVI wieku.
2. Fragment o długości około 33 metrów przy ul. Pod Blankami 8-10. Mur widoczny jest zarówno od strony zewnętrznej (fosy miejskiej), jak i wewnętrznej. Po wewnętrznej stronie muru znajduje się niewielki skansen architektoniczny, gdzie pod pleksiglasową kopułą można obejrzeć fragment fortyfikacji miejskich odsłoniętych podczas badań w 1996 r. Występuje tu zrekonstruowany fragment muru o długości 10 m i wysokości 2 m z licem o układzie gotyckim i oryginalnymi cegłami.
3. Fragment przy posesji nr 18-20. Korona muru jest zachowana na poziomie obecnego gruntu.
4. Fragment o długości około 42 metrów przy ul. Pod Blankami 22-28 (środkowa część ulicy). Stanowi zrekonstruowany w latach 1992–1993 odcinek muru z układem cegły z XVII wieku, dostawionymi wtórnie  szkarpami oraz imitacją fosy miejskiej.